# 10814 Gnisvärd
10814 Gnisvärd eller 1993 FW31 är en asteroid i huvudbältet som upptäcktes den 19 mars 1993 av UESAC vid La Silla-observatoriet. Den är uppkallad efter Gnisvärd på Gotland.
Asteroiden har en diameter på ungefär 10 kilometer.